# هولاسو (شاهین‌دژ)
روستا  هولاسو، مرکز دهستان هولاسو از بخش مرکزی، شهرستان شاهین‌دژ، استان آذربایجان غربی در ۵ کیلومتری جنوب شرقی شهر شاهین دژ قرار دارد.
جمعیت هولاسو در سال ۱۳۸۵، برابر با ۱۵۲۱ نفر و ۴۱۱ خانوار بوده‌است.
یکی از بزرگترین مفاخر این روستا شاعر معاصر زنده یاد یدالله مفتون امینی  می باشد.و نویسنده و مترجم معاصر سینا عباسی هولاسو اهل این روستا می باشد.